# Arrivano i Rossi
Arrivano i Rossi è una sitcom televisiva italiana prodotta nel 2003 e trasmessa da Italia 1.
Dall'incontro della sitcom e della candid camera nasce Arrivano i Rossi, una candid comedy basata su una finta famiglia che, con una scusa, invita "la vittima" in casa sua: una casa piena di telecamere nascoste. La vittima può essere una studentessa, un agente immobiliare o altro ancora, e la famiglia Rossi si burla di essa in svariati modi, facendola innervosire o spaventare.

## Produzione
La candid comedy, realizzata in Italia da Mediaset e da Endemol Italia è stata ideata e prodotta nel 2002 - 2003 da Fatma Ruffini e trasmessa da Italia 1 nel 2003. Ogni episodio ha una durata di circa 20 minuti ed è composto, oltre che dalla sigla iniziale, di vari sketch. Ogni puntata è divisa in due parti e comprende due vittime.
Sono passate più volte le repliche su Italia 2.

## Episodi
| Stagione       | Episodi | Prima TV Italia |
| -------------- | ------- | --------------- |
| Prima stagione | 40      | 2003            |

## Curiosità
Nell'episodio "Un regalo particolare" la vittima è la sexystar livornese Giancarla Giannetti, accreditata come Claudia Biagiotti, nota con il nome d'arte di Nikita.